# Cantó de Montagut de Carcin
El cantó de Montagut de Carcin és un cantó francès del departament de Tarn i Garona, situat al districte de Los Sarrasins. Té sis municipis i el cap és Montagut de Carcin.

## Municipis
- Montagut de Carcin
- Velbaser
- Recacòrn
- Sent Amanç del Puèg
- Sent Bauselh
- Valelhas

## Història
| Data d'elecció                           | Identitat      | Partit | Qualitat |
| ---------------------------------------- | -------------- | ------ | -------- |
| 1985-2008                                | Étienne Brunet | PRG    |          |
| 2008-                                    | Jean Lavabre   | PRG    |          |
| les dades anteriors no són pas conegudes |                |        |          |
|                                          |                |        |          |